# Quartinia paradoxa
Quartinia paradoxa är en stekelart som beskrevs av Brauns 1905. Quartinia paradoxa ingår i släktet Quartinia och familjen Masaridae. Inga underarter finns listade i Catalogue of Life.